# Yngve Norinder
Yngve Hadar Torvald Norinder, född 11 februari 1901 i Stora Malms församling, Södermanlands län, död 25 februari 1974 i Farsta församling, var en svensk pedagog och ämbetsman. Han var bror till Harald och Egon Norinder.

## Biografi
Norinder avlade studentexamen i Uppsala 1919, folkskollärarexamen 1923, filosofie kandidatexamen 1924 och filosofie licentiatexamen 1931. Han var Sverige-Amerikastiftelsens stipendiat 1928. Norinder var lärare i Uppsala 1925–1931, folkskoleinspektör i Falun 1931–1937, tillförordnad professor i pedagogik vid Norges lärarhögskola i Trondheim vårterminen 1937 och folkskoleinspektör i Södermanlands västra inspektionsområde 1937–1947. Han promoverades till filosofie doktor 1946 och blev docent vid Göteborgs högskola 1947. Norinder blev lektor i psykologi och pedagogik vid Folkskoleseminariet i Göteborg sistnämnda år och var undervisningsråd 1949–1967. Han var ledamot av statens läroboksnämnd 1939–1941, ledamot av lantförsvarets utbildningskommission 1939–1941, ordförande i sjöförsvarets utbildningskommission 1942, ledamot av Överstyrelsen för yrkesutbildning 1950–1957, avdelningschef vid Skolöverstyrelsen 1951–1957, sakkunnig i Ecklesiastikdepartementet 1957–1962 och ledamot av nordiska kulturkommissionen 1961–1967. Norinder tilldelades professors namn 1962. Han publicerade skrifter inom psykologi och pedagogik. Norinder blev riddare av Vasaorden 1944 och av Nordstjärneorden 1951 samt kommendör av sistnämnda orden 1967. Han vilar på Skogskyrkogården i Stockholm.